# Lampetis obscurata
Lampetis obscurata es una especie de escarabajo del género Lampetis, familia Buprestidae. Fue descrita científicamente por Saunders en 1871.